# Färden till Västern
Färden till Västern är en klassisk kinesisk roman utgiven 1592. Romanen gavs först ut anonymt men antas vara författad av Wu Cheng'en. Den räknas till de fyra stora talspråksromanerna. 
Romanen beskriver den Tangdynastiske buddhistmunken Xuanzangs legendariska pilgrimsfärd till de "västra regionerna", det vill säga Centralasien och Indien, i jakt på sutror (heliga texter), och hemkomsten efter många prövningar och stora vedermödor. Boken behåller huvuddragen ur Xuanzangs egen redogörelse, Nedteckningar om de västra regionerna under den stora Tangdynastin (Dà Táng Xīyù Jì), men broderar ut texten med folksagor och författarens egna tillägg, nämligen att det var Buddha som ålade munken hans uppgift och försåg honom med tre beskyddare, vilka går med på detta för att sona sina synder. Dessa lärjungar är Sun Wukong, Zhu Wuneng och Sha Wujing, samt en drakprins som agerar springare åt Xuanzang, i form av en vit häst. 

## Handling
Kung Markatta, som apa, har utvecklat övernaturliga krafter och vill utmana gudarna. Han träffar en buddhistisk munk, Xuanzang, och blir hans beskyddare under hans resa västerut för att hitta buddhistiska texter(sutror ) och kunskap.
Resan går genom olika farliga och övernaturliga platser, där de möter demoner, gudar och andra övernaturliga varelser. Kung Markatta, tillsammans med andra medhjälpare som Galten (en varelse som tidigare var en gud, i original Zhu Bajie), Sandmonstret (en varelse som tidigare var en himmelsk general) och Vita drak-hästen (en omvandlad drake), besegrar utmaningar och fiender längs vägen. De besöker, Blommors fruktträdgård, Berget Huaguo, Yaochi-palatset, Brända landet, Taoistbergen och buddhistklostret, olika bergspass, och slutligen Indien (i form av Tianzhu). 
Xuanzang har som mål att samla buddhistiska skrifter för att sprida buddhismen i Kina, och hans resa representerar en andlig strävan. Sun Wukong, som är känd för sin upproriska natur, utvecklar under resans gång en djupare förståelse för andlighet och buddhism. Den utforskar teman som lojalitet, tro, andlig utveckling och mänsklighetens natur. Det är en allegorisk berättelse som belyser de moraliska och filosofiska aspekterna av människans strävan efter upplysning.

## Utgivning
I Sverige gavs hela verket ut i fem volymer mellan åren 1995 och 1996 i en översättning av Göran Malmqvist. Delar av romanen har tidigare utgivits på svenska under namnet Kung Markatta, men den utgåvan var inte direktöversatt från kinesiska utan en vidareöversättning av den engelska översättningen Monkey av Arthur Waley.
Romanen är fortfarande en stor inspirationskälla för modern populärkultur. De japanska animeserierna Starzinger och Dragon Ball, onlinerollspelet Westward Journey samt operan Monkey: Journey to the West är exempel på detta.

## Utkomna översättningar på svenska
- Kung Markatta, förlaget Ljus (1949) (ett band), LIBRIS-ID:8209828. Detta var en översättning av Einar Thermænius av en engelsk översättning (Monkey) av ett urval ur verket. Den engelska översättaren (Arthur Waley) hade valt att utesluta flertalet av de episodiska äventyren under själva resan, men att återge de utvalda episoderna med alla detaljer.

Verket är utgivet i sin helhet av Bra Böcker i Höganäs, i översättning (direkt från kinesiska) av Göran Malmqvist. Det kom att omfatta fem volymer:
- Färden till Västern. 1, Den gyllene cikadan. (1995) ISBN 91-7119-828-8
- Färden till Västern. 2, Den ståtlige apkungen. (1995) ISBN 91-7119-829-6
- Färden till Västern. 3, Det flammande berget. (1995) ISBN 91-7119-831-8
- Färden till Västern. 4, Den renande källan. (1996) ISBN 91-7119-832-6
- Färden till Västern. 5, Den sanna insikten. (1996) ISBN 91-7119-826-1

Bokförlaget Tranan har inlett en nyutgivning av serien, och gav 2012 ut den första delen, fortfarande i översättning av Göran Malmqvist.
- Färden till Västern – Den gyllene cikadan. (2012) ISBN 978-91-86307-57-8.